# لويس أ. بريغهام
لويس أ. بريغهام هو محامي وسياسي أمريكي، ولد في 2 يناير 1831 في نيو يورك ميلز في الولايات المتحدة، وتوفي في 19 فبراير 1885 في جيرسي سيتي في الولايات المتحدة. نشط حزبياً في الحزب الجمهوري. وقد انتخب عضو جمعية نيوجيرسي العامة ‏ وانتخب عضو مجلس النواب الأمريكي ‏.